# Santos Amador
Santos Amador Quispe (Santa Cruz de la Sierra, 6 de abril de 1982) é um futebolista profissional boliviano que atua como defensor.

## Carreira
Santos Amador se profissionalizou no Guabirá.

## Seleção
Santos Amador integrou a Seleção Boliviana de Futebol na Copa América de 2011.